# Santi Balmes
Santiago Balmes Sanfeliu (Barcelona, 25 de noviembre de 1970) es un cantante y músico español, perteneciente a la banda Love of Lesbian. También ha empezado una carrera de  escritor con cinco libros publicados hasta la fecha.

## Biografía
Santiago Balmes Sanfeliu nació el 25 de noviembre de 1970 en Barcelona, conocido por ser vocalista de Love of Lesbian. Estudió en el Instituto Frederic Mompou ubicado en San Vicente dels Horts (Barcelona). En 2011 inició una carrera de novelista con Yo mataré monstruos por ti y hasta la fecha lleva publicados cinco libros.
Es padre de dos hijas, una de ellas es la actriz Irene Balmes. 

### Love of Lesbian
Santi Balmes junto a Love of Lesbian empezaron en la música en 1997, año en que enviaron una maqueta a un concurso de la revista Ruta 66, donde quedaron en segundo puesto, lo que les permitió grabar por primera vez en un estudio.
Sus primeros años los dedicaron a la música en inglés, idioma con el que publicaron tres discos: Microscopic Movies (1999), Is it Fiction? (2002) y Ungravity (2003).

## Libros publicados
| Año  | Título                                                      | Descripción |
| 2011 | Yo mataré monstruos por ti                                  | Martina tiene miedo por las noches. Cree que bajo el suelo de su habitación se esconde un mundo habitado por monstruos que caminan con la cabeza hacia abajo. ¿Qué pasaría si la frontera entre ambos mundos se rompiera? |
| 2012 | ¿Por qué me comprasteis un walkie-talkie si era hijo único? | ¿Recordáis a aquel cantante llamado Cuchi Cuchi, el niño prodigio que triunfó en España y en América del Sur durante los años sesenta y setenta?- ..Nosotros, tampoco. |
| 2014 | La doble vida de las hadas                                  | Relatos de Santi Balmes donde él mismo se sumerge como protagonista, mezclando realidad y ficción con su inconfundible estilo a caballo entre el humor y la lírica reprimidas. |
| 2017 | Canción de bruma                                            | Con prólogo del guitarrista y letrista Egon Soda, el libro recoge 70 textos de diferentes extensiones. Algunos, aforismos; otros, apuntes de canciones. Textos que inspiraron temas del último disco El poeta Halley y poemas que no han nacido para ser cantados. |
| 2018 | El hambre invisible                                         | Es una novela con trazos de autobiografía, ensayo, poesía, diario y regresión. En ella experimentaremos la necesaria búsqueda de nuestra esencia como personas, de comprender lo que nos define y, de paso, de identificar a nuestro enemigo interior a través del diálogo con uno mismo. |
| 2021 | Bajaré de la luna en tirolina                               | David, o Déibid Weirdo como le gusta que lo llamen, es un preadolescente que ve el mundo desde una perspectiva muy diferente a la del resto de su familia y no está pasando por su mejor momento: sus padres se acaban de separar, su hermano mayor (Dano) ha dejado de hablarle sin que Déibid sepa el motivo y, para colmo, se ha enamorado por primera vez de una chica de la que no sabe ni su nombre. |
| 2023 | Esa pieza que no encaja                                     | El talento no puede enseñarse, pero sí puede explorarse a partir de la obra de un artista, y qué mejor que un diálogo entre Santi Balmes, cantante y compositor de Love of Lesbian, y David Escamilla, comunicador, escritor y también músico, para hablar de talento. Ahora, cuando han pasado más de veinticinco años desde la formación de Love of Lesbian, es el momento perfecto para echar la vista atrás y explorar la carrera de Santi Balmes en una conversación en la que descubriremos cómo ha desarrollado la creatividad para convertirse en el compositor reconocido que es a día de hoy y qué se esconde detrás de sus canciones y discos más celebrados. |
| 2024 | Un día en mi cabeza: Canciones para gente (no) muy normal   | Este libro musical es un día en la cabeza de Santi Balmes, vocalista de Love of Lesbian, en el que convergen música y emociones. Nos permite conocer su imaginación, sus ideas atrevidas, sus pensamientos disparatados y sus momentos de intimidad y vulnerabilidad al escuchar las canciones que le conmueven. |

## Discografía Oficial
| Año  | Título                                                                    |
| 1999 | Microscopic Movies                                                        |
| 2002 | Is It Fiction?                                                            |
| 2003 | Ungravity                                                                 |
| 2005 | Maniobras de escapismo                                                    |
| 2007 | Cuentos chinos para niños del Japón                                       |
| 2009 | 1999 (o cómo generar incendios de nieve con una lupa enfocando a la Luna) |
| 2012 | La noche eterna. Los días no vividos                                      |
| 2014 | Nouvelle Cuisine Caníbal (solo en formato digital y vinilo)               |
| 2016 | El poeta Halley                                                           |
| 2017 | Nouvelle Cuisine Caníbal, vol. 2 (solo en formato digital y vinilo)       |
| 2018 | El gran truco final                                                       |
| 2021 | V.E.H.N                                                                   |